# エディ郡 (ノースダコタ州)
エディ郡（英: Eddy County）は、アメリカ合衆国ノースダコタ州の中央部東に位置する郡である。2010年国勢調査での人口は2,385人であり、2000年の2,757人から13.5%減少した。郡庁所在地はニューロックフォード市（人口1,391人）であり、同郡で人口最大の町でもある。

## 歴史
エディ郡は1885年にダコタ準州議会がフォスター郡の北半分から創設し、郡名はファーゴ市の銀行家で、その数週間前に死亡したエルザ・B・エディに因んで名付けられた。郡政府は1885年4月27日に初めて組織化され、郡庁所在地その後一貫してニューロックフォード市にある。

## 地理
アメリカ合衆国国勢調査局に拠れば、郡域全面積は644平方マイル (1,668.0 km2)であり、このうち陸地は630平方マイル (1,631.7 km2)、水域は14平方マイル (36.3 km2)で水域率は2.19%である。

### 主要高規格道路
- アメリカ国道281号線
- ノースダコタ州道15号線
- ノースダコタ州道20号線

### 主要郡道

#### 南北方向
- エディ郡道2号線
- エディ郡道4号線
- エディ郡道6号線
- エディ郡道8号線
- エディ郡道10号線
- エディ郡道12号線
- エディ郡道14号線、ノースダコタ州道15号線のニューロックフォード市近くから同市中心街のエディ郡道9号線（第1アベニュー北）を繋いでいる
- エディ郡道16号線

#### 東西方向
- エディ郡道1号線
- エディ郡道3号線
- エディ郡道5号線
- エディ郡道7号線
- エディ郡道9号線、ニューロックフォード市のアメリカ国道281号線/ノースダコタ州道15号線（第1通り）から同市に近いウェルズ郡道2号線を繋いでいる

#### ジャンクション
- ニューロックフォード市に近いエディ郡道12号線
- ニューロックフォード市のエディ郡道14号線（第8通り北）
- ニューロックフォード市のアメリカ国道281号線/ノースダコタ州道15号線

### 隣接する郡
- ベンソン郡 - 北
- ネルソン郡 - 北東
- グリッグス郡 - 南東
- フォスター郡 - 南
- ウェルズ郡 - 西

### 国立保護地域
- ジョンソン湖国立野生生物保護区（部分）

## 人口動態
以下は2000年の国勢調査による人口統計データである。
| 基礎データ - 人口: 2,757人 - 世帯数: 1,164 世帯 - 家族数: 743 家族 - 人口密度: 2人/km2（4人/mi2） - 住居数: 1,418軒 - 住居密度: 1軒/km2（2軒/mi2） 人種別人口構成 - 白人: 96.37% - アフリカン・アメリカン: 0.07% - ネイティブ・アメリカン: 2.36% - アジア人: 0.15% - 太平洋諸島系: 0.07% - その他の人種: 0.25% - 混血: 0.73% - ヒスパニック・ラテン系: 0.62% 先祖による構成 - ノルウェー系：44.1% - ドイツ系：32.5% 年齢別人口構成 - 18歳未満: 23.6% - 18-24歳: 6.1% - 25-44歳: 22.5% - 45-64歳: 23.1% - 65歳以上: 24.7% - 年齢の中央値:44歳 - 性比（女性100人あたり男性の人口） - 総人口: 95.5 - 18歳以上: 92.3 | 世帯と家族（対世帯数） - 18歳未満の子供がいる: 27.7% - 結婚・同居している夫婦: 56.4% - 未婚・離婚・死別女性が世帯主: 5.0% - 非家族世帯: 36.1% - 単身世帯: 34.2% - 65歳以上の老人1人暮らし: 20.4% - 平均構成人数 - 世帯: 2.30人 - 家族: 2.96人 収入と家計 - 収入の中央値 - 世帯: 28,642米ドル - 家族: 37,625米ドル - 性別 - 男性: 24,063米ドル - 女性: 20,344米ドル - 人口1人あたり収入: 15,941米ドル - 貧困線以下 - 対人口: 9.7% - 対家族数: 6.9% - 18歳未満: 11.5% - 65歳以上: 11.0% |

## 都市と町

### 都市
- ニューロックフォード - 郡庁所在地
- シャイアン

注: ノースダコタ州の法人化された自治体は、その大きさに拠らず全て「市」になる

### その他の町
- ブラントフォード

### 郡区
| - ブッシュ - チェリーレイク - コロンビア - コルビン - エディ - フリーボーン - セキュアサイト | - ゲイツ - グランフィールド - ヒルズデール - レイクワシントン - マンスター - ニューロックフォード | - パラダイス - プレザントプレーリー - ローズフィールド - シェルドン - スーピアリア - ティファニー |